# تحررية

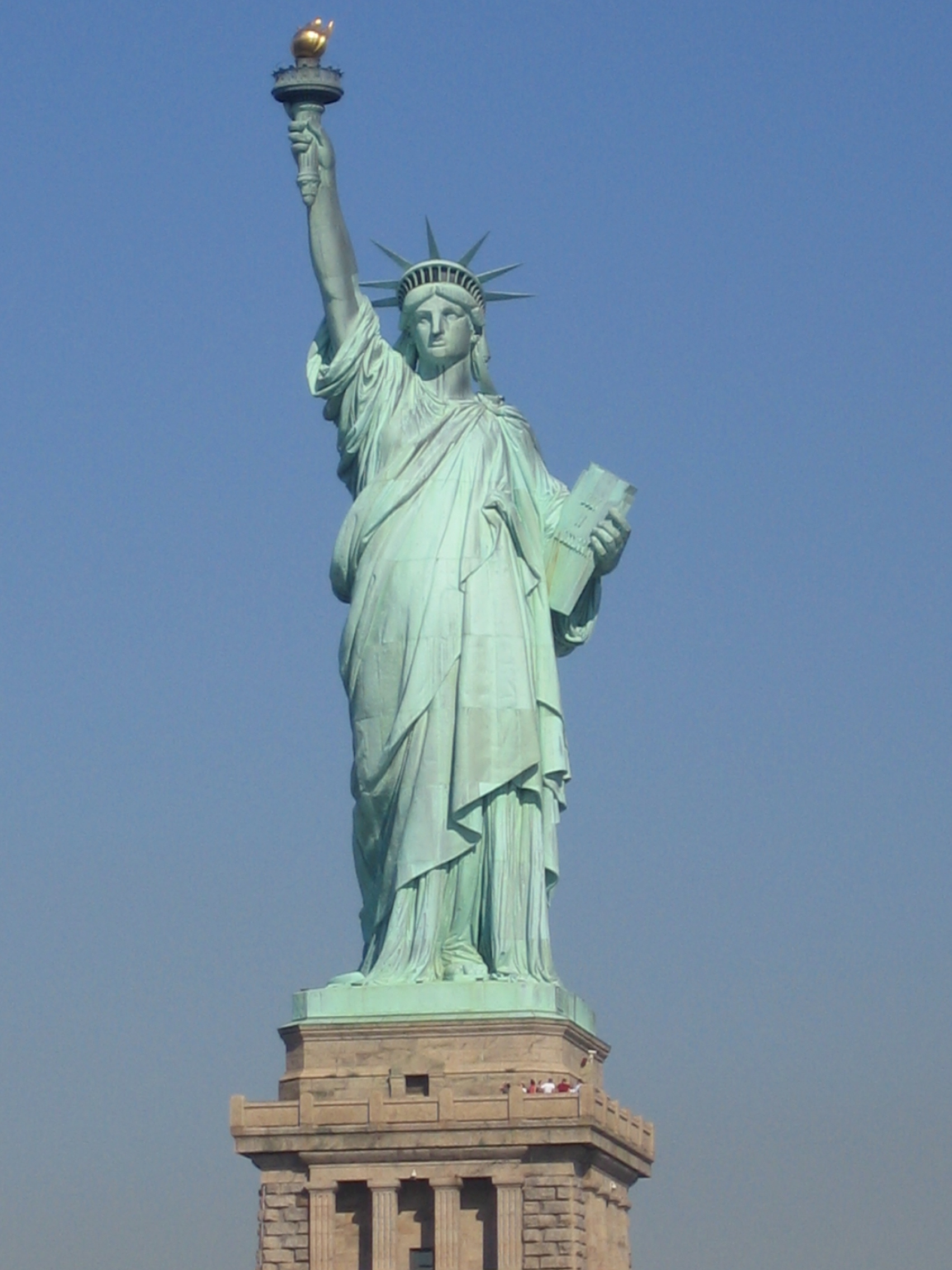

التحررية (بالإنجليزية: libertarianism)‏ أو الليبرتارية أو فلسفة الحرية هي المذهب السياسي الفلسفي الذي من أولوياته الحفاظ على الحرية الفردية، ويدعو إلى إزالة القيود المفروضة على الفرد من قبل الدولة وتأكيد حقوق الفرد كحقوق الملكية الخاصة وتقليص حجم الحكومة قدر المستطاع. يؤمن التحرريون بأن الفرد يملك نفسه تماما وبالتالي فإن لديه الحرية في التصرف فيها وفي ممتلكاته وفي عقائده كما يشاء شرط ألا يكون هذه في التصرفات تعارض مبدأ عدم التعدي. وفقا لموقع منبر الحرية، المدعوم من قبل مؤسسة أطلس للأبحاث الاقتصادية فإن الليبرتاريين «يعارضون معظم أو كلّ الممارسات الحكومية، حتّى ولو كانت مؤيَّدة بأغلبية ديمقراطية. كما ويعتقدون أنه إذا كان الأفراد لا يمارسون الإكراه ضد الآخرين، فإنه يتعيّن على الحكومة أن تتركهم في طمأنينة وسلامة» كما يعارض التحرريون «تدخّل الحكومة في الاقتصاد (عدا عن منع المؤسسات التجارية أو الصناعية من الاشتراك في الإكراه أو الاحتيال)» وبعضهم يعارض «كافة أنواع الضرائب» إلا أن معظمهم «يؤيدون فقط ما يكفي من الضرائب التي يعتقدون بأنها ضرورية لحماية حريّة الفرد. إن معظمهم يؤيدون وجود حكومة، إلا أنهم يدعون إلى تخفيض حجم ونطاق الحكومة إلى المهام الأساسية لحماية الحريّة الفردية، والملكية الخاصة، والسوق الحرّة.»
يختلف التحرريون في تعريف الحرية ومقدار درجة الحرية الممنوحة للشخص، ودور الحكومة في المجتمع (بعضهم لاسلطويين ضد مبدأ وجود حكومة من الأساس).

## أصل الكلمة
وُثّق أول استخدام للمصطلح «ليبرتاري» عام 1789، عندما كتب وليام بلشام عن التحررية في سياق الماورائيات.
يندرج معنى مصطلح «ليبرتاري» تحت المؤيّد أو المدافع عن الحرية، بشكل خاص في الميادين السياسية والاجتماعية، وفي وقت مبكّر من 1796، عندما نشرت صحيفة «لندن باكيت» في 12 شباط/ فبراير: «خرجت السجنَ مؤخرًا مسيرة في بريستول تضم 450 فرنسيًّا ليبرتاريًّا»
استخدمت الكلمة فيما بعد في سياق سياسي عام 1802 في قطعة قصيرة تنتقد قصيدة لمؤلّف قصيدة جيبير، فاستخدمت بهذا المعنى منذ ذلك الحين.
يعود أصل استخدام كلمة ليبرتاري في وصف منحى جديد من المواقع السياسية إلى جذرٍ فرنسي، مصطلح «ليبرتير (libertaire)»، الذي صيغ في رسالة كتبها الليبرتاري الشيوعي الفرنسي جوزيف ديجاك إلى المتنافع بيير جوزيف برودون عام 1857. كما استخدم ديجاك هذا المصطلح في منشوره اللاسلطوي أو الأناركي «لو ليبرتير: جورنال دو موفمان سوسيال» (الليبرتاري: دورية في الحركة الاجتماعية) الذي استمر إصداره من 9 يونيو/ حزيران لعام 1858، وحتّى 4 فبراير/ شباط 1861 في نيويورك.

## التاريخ

### عصر التنوير
يمكن تعقّب عناصر التحررية بالعودة إلى الفيلسوف الصيني القديم لاوتزه ومفاهيم القانون العليا عند اليونانيين وبني إسرائيل. بدأت الأفكار التحررية في إنكلترا القرن السابع عشر، تأخذ صيغة معاصرة من خلال كتابات الحركة المساواتية (Levellers) وكتابات جون لوك. بدأ يطلق على معارضي القوة الحاكمة في منتصف هذا القرن بالكتّاب «الأحرار البريطانيين»، أو بلغة أخرى أكثر بساطة «المعارضة» أو «الشعب» (عكس كلمة البلاط).
خلال القرن الثامن عشر، ازدهرت الأفكار الليبرالية الكلاسيكية في أوروبا وشمال أمريكا. تأثّر التحرريون من مختلف المدارس أو المناهج بأفكار الليبرالية الكلاسيكية.
يشترك التحرريون الاشتراكيّون من وجهة نظر الفيلسوف الليبرتاري رودريك ت. لونغ، مع الليبرتارين الرأسماليين بسلف أو خلفية فكرية مشتركة أو على الأقل متقاطعة، إذ أنّ كلاهما يدّعي نصرة الحركة المساواتية للقرن السابع عشر بالإضافة إلى نصرة الأنسيكلوبيديين الفرنسيين في القرن الثامن عشر وسط أسلافهم الإيديولوجيين، كما يشتركون في إعجابهم بكلٍّ من توماس جيفرسون وتوماس بين.
أثّر جون لوك بشكل عظيم في كلٍّ من التحررية والعالم الحديث بكتاباته التي نُشرت قبل وقوع الثورة المجيدة الإنكليزية عام 1688 وبعدها، بشكل خاص كتابه «رسالة في التسامح» الذي نشر عام 1667 بالإضافة إلى كلٍّ من «رسالتان في الحكم» عام 1689 و«مبحث في الفهم الإنساني» عام 1690. أكّد لوك في نصّه عام 1689 على أسس النظرية الليبرالية السياسية: أنّ حقوق البشر وُجدت قبل الحكومة، وأن هدف الحكومة يكمن في حماية الحقوق الشخصية والملكية، وبإمكان المواطنين إحلال الحكومات التي لا تحقّق هذه الأهداف، كما أنّ الحكومة الموكّلة هي الهيئة المسئولة على حماية الحقوق.

### نهوض الأناركية أو اللاسلطوية
إنبثقت اللاسلطوية الحديثة بين أفكار عصر التنوير، بشكل خاص عند جان جاك روسو في المركزية الأخلاقية للحرية. وكجزء من الاضطراب السياسي في تسعينات القرن الثامن عشر مع نهضة الثورة الفرنسية، طوّر ويليام غودوين التعبير أو المصطلح الأول للفكر اللاسلطوي المعاصر.
بحسب بيوتر كروبوتكين، كان غودوين «أوّل من صاغ المفاهيم السياسية والاقتصادية للاسلطوية، بالرغم من أنّه لم يسمّي الأفكار التي طوّرها في عمله»، [113] بينما ربط غودوين أفكاره اللاسلطوية بأفكار الفيلسوف المحافظ إدموند بيرك.
يعتبر غودوين عمومًا مؤسس مدرسة الفكر المعروف فلسفيًّا باسم الأناركية أو اللاسلطوية. ناقش في كتابه «العدالة السياسية» عام 1793 أن للحكومة تأثير حاقد متأصّل تجاه المجتمع الذي تدوم استقلاليته وتجاهله. إذ اعتقد أن انتشار استخدام المنطق والعقل إلى أقصى حدوده قد يؤدي في نهاية المطاف لاستحالة الحكومة إلى قوة لا داعي لها. على الرغم من أنّه لم يمنح الدولة شرعية أخلاقية، فلم يوافق على استخدام تكتيكات ثورية لإقالة الحكومة من السلطة. عوضًا عن ذلك، دعا غودوين إلى استبدالها من خلال عملية تحوّل سلميّة. المثال على التحول السلمي هو مدينة بروسبيرا (Próspera) في جمهورية هندوراس في أمريكا الوسطى التي توفر للمواطنين حلاً بديلاً للحكومة الهندوراسية وتعتمد على الإشتراك الطوعي وفقاً للمبادئ اللبرتارية.

### الاشتراكية التحررية
الاشتراكية التحررية أو الشيوعية اللاسلطوية أو التحررية الماركسية جميعها عبارات طبّقها ناشطون بمنظورات متنوعة على رؤاهم. كان الفيلسوف الأناركي الشيوعي جوزيف ديجاك الأول في وصف نفسه بالليبرتاري. على خلاف الفيلسوف الأناركي المتبادل بيير جوزيف برودون، جادل ديجاك أنّ «الأمر لا يكمن في أحقية ثمرة العمل الشاق الذي يقوم أو تقوم به العامل أو العاملة، وإنّما في إرضاء احتياجاتهم، مهما كانت طبيعتها».
كان أوّل استخدام لمصطلح الاشتراكية التحررية وفقًا للمؤرّخ اللاسلطوي أو الأناركي ماكس نيتلو، في نوفمبر/ تشرين الثاني من عام 1880، عندما استُخدم في مؤتمر لاسلطوي فرنسي لتوضيح تعاليمه بشكل أكبر. وفي عام 1895، استأنف الصحفي اللاسلطوي الفرنسي سيباستيان فور بإصدار الصحيفة الأسبوعية «لو ليبرتير» (التي أسّسها ديجاك).